# Tallud-Sainte-Gemme
Tallud-Sainte-Gemme är en kommun i departementet Vendée i regionen Pays de la Loire i västra Frankrike. Kommunen ligger i kantonen Pouzauges som tillhör arrondissementet Fontenay-le-Comte. År 2022 hade Tallud-Sainte-Gemme 447 invånare.

## Befolkningsutveckling
Antalet invånare i kommunen Tallud-Sainte-Gemme
| Referens: INSEE |